# 寺阪英孝
寺阪 英孝（てらさか ひでたか、1904年1月27日 - 1996年4月3日）は、日本の数学者。専攻は幾何学。大阪大学名誉教授。学位は、理学博士（1938年）。正四位勲二等瑞宝章。
幾何学基礎論の研究者。また、1957年以来、結び目理論の研究をおこなっている。趣味は、絵画鑑賞と植物を育て賞でること。

## 略歴
- 1904年 和歌山県に生れる
- 1928年 東京帝国大学理学部数学科を卒業
- 1928年4月 旧制一高講師
- 1931年 同教授
- 1933年 ドイツ、オーストリアに2年間留学し、メンガー流のトポロジーを学ぶ
- 1935年 帰国後、直ちに大阪帝国大学助教授
- 1936年 同教授（-1962）教授、1949年よりしばらく神戸大学教授を併任、東京女子大学、上智大学（1965年 - 1974年）の教授を務める
- 1996年4月3日 没する

## 主な著書
- 射影幾何学の基礎、共立出版〈近代数学全書〉、1947年
- 初等幾何学、岩波書店〈岩波全書；第159〉、1952年
- 幾何とその構造、筑摩書房〈数学講座；9〉、1971年
- 初等幾何学（第2版）、岩波書店〈岩波全書〉、1973年
- 数学のながれ、（寺阪、南雲道夫、守屋美賀雄共著）上智大学数学講究録・第1号、上智大学数学教室、1977年3月
- 非ユークリッド幾何の世界　幾何学の原点をさぐる、講談社〈ブルーバックス；B312〉、1977年5月 ISBN 4-06-117912-8
- 現代数学小事典、講談社〈ブルーバックス；B325〉、1977年4月25日 ISBN 4-06-117925-X
- 数学の歴史　VIII‐a 19世紀の数学 幾何学 I 、共立出版、1981年12月 ISBN 4-320-01278-X
- 幾何とその構造、日本評論社、1992年7月 ISBN 4-535-60605-6
- 幾何の発想、日本評論社〈数学セミナーリーディングス〉、1992年10月 ISBN 4-535-70235-7
- 初等幾何学（第2版；POD版）、岩波書店〈岩波全書〉、2000年4月 ISBN 4-00-029014-2

### 共著
- 現代数学の諸問題、正田建次郎著、増進堂、1949年
- 基礎数学講座、秋月康夫編、共立出版、1955年-1956年
- 数学演習講座、秋月康夫編、共立出版、1956年-1958年
- 基礎数学講座、秋月康夫編、共立出版、1958年-1959年
- 数学の歴史. 8b. 幾何学：19世紀の数学. 2、静間良次著、共立出版、1982年3月 ISBN 4-320-01279-8

### 翻訳書
- 結び目理論入門、R.H.クロウェル、R.H.フォックス、野口広訳、岩波書店（現代科学選書〉、1967年 ISBN 4-00-006046-5
- 幾何学の基礎、ヒルベルト、クライン、大西正男訳、共立出版〈現代数学の系譜；7〉、1970年 ISBN 4-320-01160-0
- 幾何学再入門、H.コークスター、S.グレイツァー(他)、河出書房新社〈SMSG新数学双書；8〉、1970年
- ユークリッド原論、中村幸四郎、伊東俊太郎、池田美恵訳、共立出版、1971年。ISBN 4-320-01072-8
- ユークリッド原論――縮刷版――、中村幸四郎、伊東俊太郎、池田美恵訳、共立出版、1996年。ISBN 4-320-01513-4
- ユークリッド原論――追補版――、中村幸四郎、伊東俊太郎、池田美恵訳、共立出版、2011年。ISBN 978-4-320-01965-2